# Miodio
Miodio er en musikgruppe fra San Marino. Gruppen er nok mest kendt for sin deltagelse i Eurovision Song Contest 2008, hvor de deltog for San Marino med sangen "Complice". De nåede dog en sidsteplads i semifinalen med kun 5 point.
| Musik | Spire Denne musikartikel er en spire som bør udbygges. Du er velkommen til at hjælpe Wikipedia ved at udvide den. |